# Lista de membros da Royal Society eleitos em 1967
Esta é uma lista de Membros da Royal Society eleitos em 1967.

## Fellows
1. Ernest James William Barrington
2. Sir Kenneth Blaxter
3. Eric Stuart Booth
4. Norman de Bruyne
5. Charles William Bunn
6. Sir Christopher Cockerell[2]
7. Sir John Vivian Dacie
8. Frederick James Dent
9. Sir Charles Fleming[3]
10. Sir Hugh Ford[4]
11. Stephen Denis Garrett
12. Michael Anthony Grace
13. Jean Hanson[5]
14. Sir Alec Issigonis[6]
15. Francis Jones[7]
16. Raymond Lemieux[8]
17. Sir Ieuan Maddock
18. Avrion Mitchison
19. Joseph Arthur Colin Nicol
20. David Chilton Phillips[9]
21. Charles Henry Brian Priestley
22. Calyampudi Radhakrishna Rao
23. Sir Ralph Riley[10]
24. Michael Seaton[11]
25. Norman Sheppard
26. David Henry Smyth
27. Franz Sondheimer[12]
28. Sir Peter Swinnerton-Dyer
29. Doug Waterhouse[13]
30. Richard Tecwyn Williams[14]
31. Sir Alwyn Williams
32. John Ziman[15]

## Membros estrangeiros
1. Max Delbrück[16]
2. John Franklin Enders[17]
3. Robert Mulliken[18]
4. John Hasbrouck Van Vleck[19]